# Zakon Bazylianów Melkitów Alepskich
Zakon Bazylianów Melkitów Alepskich (łac. - Ordo Basilianus Aleppensis Melkitarum) – katolicki zakon obrządku greckiego, żyjący według reguły zakonnej Bazylego Wielkiego.

## Historia
Zakon, jako odłam Zakonu Bazylianów Melkitów Świętego Jana Chrzciciela, powstał w 1829 roku w Libanie. Zatwierdzony został w 1832 roku przez papieża Grzegorza XVI. W 1934 roku przyjął wraz z innymi zakonami melkickimi nową konstytucję, zatwierdzoną przez Stolicę Apostolską w 1956 roku. Siedziby Zakonu Bazylianów Melkitów Alepskich znajdują się w Egipcie i Sudanie.
Klasztory żeńskie Zakonu Bazylianów Melkitów Alepskich zaczęły powstawać od 1830 roku. Obecnie liczba bazylianek wynosi 24 zakonnice i 11 klasztorów.

## Dane statystyczne
| Zmiana liczby członków zakonu i parafii przez nich administrowanych na przełomie XX-XXI wieku | Zmiana liczby członków zakonu i parafii przez nich administrowanych na przełomie XX-XXI wieku | Zmiana liczby członków zakonu i parafii przez nich administrowanych na przełomie XX-XXI wieku | Zmiana liczby członków zakonu i parafii przez nich administrowanych na przełomie XX-XXI wieku |
| Rok                                                                                           | Liczba zakonników                                                                             | Liczba księży                                                                                 | Liczba parafii                                                                                |
| --------------------------------------------------------------------------------------------- | --------------------------------------------------------------------------------------------- | --------------------------------------------------------------------------------------------- | --------------------------------------------------------------------------------------------- |
| 1990                                                                                          | 48                                                                                            | 30                                                                                            |                                                                                               |
| 1998                                                                                          | 37                                                                                            | 29                                                                                            | 13                                                                                            |
| 2000                                                                                          | 37                                                                                            | 28                                                                                            |                                                                                               |
| 2001                                                                                          | 31                                                                                            | 26                                                                                            |                                                                                               |
| 2002                                                                                          | 32                                                                                            | 26                                                                                            | 10                                                                                            |
| 2005                                                                                          | 34                                                                                            | 25                                                                                            | 9                                                                                             |